# 自白剤
自白剤（じはくざい、英語: truth serum）は諜報機関や警察などの捜査機関等が使うとされる薬物で、注射されるとあらゆる秘密を自白し、また説によっては自白剤を注射された人物は「廃人」状態または死に至るとされる。

## 実在の自白剤
自白剤にはナチス・ドイツが開発したとされる「真実の血清」といった物質が使われた。「真実の血清」はベラドンナを原料とした薬物といわれる。ベラドンナはアトロピンを含む中枢抑制作用をもつ。またアルコールやコーヒーでさえ自白剤として用いることが可能である。
自白剤の開発は第一次世界大戦の頃から始まり、冷戦時代には多くの研究がなされた。しかし、最も重要なのは自白剤は大脳上皮を麻痺させる以上の働きは無いことである。また、薬物の中には被験者を中毒・廃人にする可能性があるものや、ベラドンナのように致死性の高い植物を使用しているものもある。
自白剤は「自白を強要するため」の一手法として投与される。通常、自白を強要するための手法としては、不眠状態、絶食状態、拷問などの方法がある。これは「嘘をつくためには意識が判然としている必要があり、疲労状態や脳の機能が低下した状態では正常な判断が出来ず黙秘することが困難になる」との論理からである。同様に「自白剤の投与により朦朧とした状態に置かれた人物は、質問者に抗することが出来なくなり、機械的に質問者の問いに答えるだけとなる」と考えられている。また、自白剤のみでなくいくつかの手法を組み合わせることも多い。ただし、朦朧とした状態での自白はそれゆえに信憑性は低くなり（酔っ払いの戯言のようなもの）、また細部については記憶違いや記憶の齟齬が出たり、投薬された人物の主観的妄想が含まれる場合もある。そのため、緊急にして切迫している場合以外は自白剤は最終手段か、もしくはまったく使わないことが多い。

## 使用法
自白剤は、その麻酔作用故に質問にも注意が必要である。質問者の主観によって（質問の仕方によって）回答が変わってしまうことがあるからである。そのため、軍情報部や情報局によって質問マニュアルが作られた。
- 質問者は、自白剤の投与前に質問事項についての自分の見解を述べてはならない。
- 質問する場合、「○○ではないか?」など、「はい」か「いいえ」で答える質問は、回答者が既に答えた内容を追確認するためのみか、もしくは全くしてはいけない。
- 質問する場合、まずは簡単な秘密を喋らせ、次いで重要な秘密に対し質問する。ただしこの間隔は早めなければならない。
- 質問内容は、細かい事について（わざわざ記憶を遡らないといけないような事柄について）質問しても効果は薄い。例えば暗号変換コードなど。

自白剤の使用は、多くの人道的問題・倫理問題を含む上に使用に関してはアルコールなら非常な酩酊状態、他の薬物でも通常の作用量を超える程度の投与が必要となる。そのため、ほとんどの警察機関では現在使用されていない。

## 心理的自白剤
例えば、嘘発見器を用いた（日本国内での）いくつかの尋問中に、「小時間尋問を中断したら、被疑者が自白を始めた」とするいくつかの検察報告がある。
あるいは、「厳しい取調べの後に老齢の優しい刑事が取調べを交代した途端、自白を始めた」とする物も多くある。これは、激しい緊張状態にあった被疑者が、その緊張状態が解かれたことによって心理的な空白が生じたためと考えられる。予め尋問において責め役と宥め役を分けておき（良い警官・悪い警官）、これを意図的に行うことが尋問の常套手段である。